# Karl Schramm (Dramaturg)
Karl Schramm (* 14. Dezember 1906 in Mainz; † 27. Juli 1969 ebenda) war ein deutscher Dramaturg und Schriftsteller.

## Leben
Karl Schramm war der Sohn eines Metzgers und Gastwirts in Mainz-Altstadt. Er absolvierte eine Banklehre und studierte anschließend Germanistik und Theaterwissenschaft an der Johann Wolfgang Goethe-Universität Frankfurt am Main. Seine Dissertation schrieb er 1936 über Friedrich Hebbels Drama Agnes Bernauer an deutschen Bühnen.
Anschließend wurde Schramm als Dramaturg ans Stadttheater Mainz verpflichtet. In der Spielzeit 1937/1938 kam er als Dramaturg ans Staatstheater Stuttgart. Danach war er bis 1944 am Stadttheater Krefeld tätig. 1946 kehrte er als Chefdramaturg ans Stadttheater Mainz zurück, als dieses zunächst noch behelfsmäßig den Pulverturm bespielte. 
Schramm hatte ein ausgeprägtes Interesse an der Mainzer Geschichte und Kultur. Er veröffentlichte mehrere Bücher zu Mainzer Themen, darunter 1957 das Mainzer Wörterbuch über den mittelrheinischen Dialekt.
Karl Schramm war verheiratet und hatte zwei Töchter. Er starb im Juli 1969 in Mainz. Sein Grab befindet sich auf dem Hauptfriedhof Mainz. Seine Schwester Henny Schramm war Schauspielerin am Staatstheater Kassel.

## Werke
- Hebbels Agnes Bernauer auf der deutschen Bühne. Philosophische Dissertation, Frankfurt 1936.
- Das kleine Buch von Mainz. Rhein-Mainische Verlagsanstalt, Gießen 1943.
- Mainz: ein kleines Buch. Stadt Mainz, Mainz 1951.
- Mainzer Wörterbuch. Krach, Mainz 1957. 8. Auflage: erneut überarbeitet und erweitert von Manfred von Roesgen, Schmidt, Mainz 2003, ISBN 3-87439-641-X.
- Mainz: 2000jährige Stadt an Rhein und Main. Thorbecke, Lindau und Konstanz 1958.
- Mainzer Gold im Glas: die Geschichte der Mainzer Aktien-Bierbrauerei erzählt im Jahre ihres 100-jährigen Bestehens. 1859–1959. Mainzer Aktien Bierbrauerei, Mainz 1959.
- Ein Jahrhundert Mainzer Volksbank im zweitausendjährigen Mainz am Rhein. Hoppenstedts Wirtschaftsarchiv, Essen 1962.
- Zweitausend Jahre, wo du gehst und stehst. Krach, Mainz 1962.
- Mainz: Gegenwart und Geschichte. Ein Gang durch die zweitausendjährige Stadt. Krach, Mainz 1963.
- Wie es war: Mainzer Schicksalsjahre 1945–48. Berichte und Dokumente. Mainzer Verlagsanstalt, Mainz 1965. Mit Erich Dombrowski und Emil Kraus.
- Der Fastnachtsbrunnen in Mainz. Krach, Mainz 1969.

## Ehrungen
- Karl Schramm wurde mit dem Mainzer Stadtsiegel geehrt.
- Nach ihm wurde die Dr.-Karl-Schramm-Straße in Mainz benannt.[1]